# Axel Poike
Axel Poike (* 4. Oktober 1961 in Freital) ist ein deutscher Schauspieler, Regisseur und Autor.
Seine Ausbildung absolvierte Poike 1983–1987 an der Hochschule für Schauspielkunst Ernst Busch und schloss als Diplomschauspieler ab. 1987–1990 war er an den Bühnen der Stadt Zwickau engagiert und führte erstmals Regie. Seit 1990 arbeitet er als freischaffender Autor, Regisseur und Schauspieler. Neben zahlreichen Theaterstücken schrieb er u. a. zwei Revuen für den Friedrichstadtpalast und mehrere Programme für die Stachelschweine sowie zwei Musicals mit dem Komponisten Thomas Bürkholz. Als Autor und Regisseur zeichnete er für die Filmdokumentationen „800 Jahre Dresden“, „1200 Jahre Halle“ und „Der Friedrichstadtpalast“ verantwortlich.
Am 13. Oktober 2009 erhielt er gemeinsam mit Edith Jeske den Bolten-Baeckers-Preis.
Poike war Vorstandsmitglied der Dramatiker Union und lebt in Berlin.

## Filmografie
- 1987: Die erste Reihe (Fernsehfilm)